# 奥萨斯库
23°31′58″S 46°47′31″W / 23.53278°S 46.79194°W
奥萨斯库（葡萄牙語：Osasco）始建于1962年，是巴西南部圣保罗州的一個城市, 人口718,646（2009年）。

## 友好城市
- 中国徐州市